# San Pedro Aytec
San Pedro Aytec är en ort i Mexiko.   Den ligger i kommunen Huamuxtitlán och delstaten Guerrero, i den sydöstra delen av landet, 200 km söder om huvudstaden Mexico City. San Pedro Aytec ligger 958 meter över havet och antalet invånare är 752.
Terrängen runt San Pedro Aytec är huvudsakligen kuperad, men norrut är den bergig. San Pedro Aytec ligger nere i en dal. Runt San Pedro Aytec är det ganska tätbefolkat, med 139 invånare per kvadratkilometer. Närmaste större samhälle är Tlapa de Comonfort, 17,7 km söder om San Pedro Aytec. Omgivningarna runt San Pedro Aytec är en mosaik av jordbruksmark och naturlig växtlighet.